# 和田 (和歌山県美浜町)
和田（わだ）は、和歌山県日高郡美浜町の大字。郵便番号は644-0044。本項ではかつて同区域に存在した日高郡和田村（わだむら）についても記す。

## 地理
美浜町の中央部にあたり、美浜町役場が所在する。西で三尾、東で吉原・田井および御坊市湯川町小松原・湯川町丸山・湯川町富安、北で日高町高家・小中・小池・志賀・産湯に接する。南で紀伊水道（煙樹ヶ浜）に面し、北部を西川が縦貫する。東西を和歌山県道24号御坊由良線が横断、北西から南東に和歌山県道188号柏御坊線が通過する。両県道に重複区間が存在する。

### 海洋
- 紀伊水道（煙樹ヶ浜）

### 河川
- 西川

## 歴史
- 幕末 - 日高郡和田浦が存在。「旧高旧領取調帳」の記載によると和歌山藩領。枝郷に入山村があった。
- 明治4年7月14日（1871年8月29日） - 廃藩置県により和歌山県の管轄となる。
- 1889年（明治22年）4月1日 - 町村制の施行により、近世以来の和田浦が単独で自治体を形成して和田村が発足。
- 1954年（昭和29年）10月1日 - 和田村が松原村・三尾村と合併して美浜町が発足。同町の大字となる。

## 交通

### バス
御坊南海バス
- 日の岬パーク線
  - 御坊駅 - 大浜通り - 和歌山病院前 - アメリカ村 - 海猫島

### 道路
- 和歌山県道24号御坊由良線
- 和歌山県道188号柏御坊線

## 施設
- 美浜町役場
- 美浜和田郵便局
- 美浜町立松洋中学校
- 美浜町立和田小学校
- 和歌山県立みはま支援学校
- 美浜町立図書館
- 国立病院機構和歌山病院
- JAグリーン日高美浜営農センター
- 陸上自衛隊和歌山駐屯地
- 御崎神社
- 常徳寺
- 済広寺
- 三宝寺